# جائزة أفضل ممثلة (التلفزيون البرازيلي)
جائزة أفضل ممثلة (بالبرتغالية:Prêmio Extra de Televisão de melhor atriz) (الإنجليزية:Extra television award for best actress) هي فئة من جائزة إكسترا التليفزيوية، المخصصة لأفضل ممثلة في التلفزيون البرازيلي.

## من الفائزين

### 1998–2007
- 1998 – سوزانا فييرا
- 1999 – ليتيسيا سبيلر
- 2000 – جيوفانا أنتونيلي
- 2001 – زيزي بوليسا
- 2002 - ديبورا فالابيلا في مسلسل جاد
- 2003 - جوليا غام
- 2004 - سوزانا فييرا
- 2005 - إليان جيارديني
- 2006 – ليليا كابرال
- 2007 – كاميلا بيتانغا

### 2008–حتى الآن
- 2008 – باتريشيا بيلار[1]
  - ألين موريس
  - أنا باولا أروسيو
  - كلاوديا رايا

- 2009 – ليتيشيا ساباتيلا
  - غرازي ماسافيرا
  - جوليانا بايس
  - ناتاليا ديل
  - بالوما دوارتي
- 2010 – ناتاليا ديل
  - أدريانا إستيفيس
  - ألين موريس
  - كلاوديا رايا
  - باولا أوليفيرا
- 2011 – أندريا بيلتراو
  - ألين موريس
  - غلوريا بيريس
- 2012 – أدريانا إستيفيس
  - كلوديا آبرو
  - كريستيان تورلوني
  - ديبورا فالابيلا
  - مارجوري إستيانو
  - تايس أرواخو
- 2013 – جيوفانا أنتونيلي
  - ناندا كوستا
  - باولا أوليفيرا
  - سوفي شارلوت
  - سوزانا فييرا
- 2014 – برونا ماركيزين
  - جوليا ليميرتز
  - جوليانا بايس
- 2015 – ماريتا سيفيرو
  - غلوريا بيريس
  - باولا أوليفيرا
  - فانيسا جياكومو
- 2016 – أدريانا إستيفيس
  - كاميلا بيتانغا
  - ديبورا بلوك
  - مارينا روي باربوسا

## روابط خارجية
- الموقع الرسمي